# Fallmeisterei (Mönchsroth)
Fallmeisterei ist ein Gemeindeteil der Gemeinde Mönchsroth im Landkreis Ansbach (Mittelfranken, Bayern). Fallmeisterei liegt in der Gemarkung Mönchsroth.

## Geographie
Die Einöde besteht aus einem Wohngebäude mit fünf Nebengebäuden. Im Nordwesten grenzt das Gewerbegebiet von Mönchsroth an, im Südosten das Waldgebiet Espan. Dort befindet sich ein römischer Wachtturm. Im Südwesten liegt das Flurgebiet Hofbuck mit zahlreichen kleineren Weihern.

## Geschichte
Das Hochgericht und die Grundherrschaft über die Fallmeisterei hatte das oettingen-spielbergische Oberamt Mönchsroth. Das Anwesen gehörte zur Realgemeinde Mönchsroth.
Infolge des Gemeindeedikts wurde Fallmeisterei dem 1809 gebildeten Steuerdistrikt und der im selben Jahr gebildeten Ruralgemeinde Mönchsroth zugeordnet.
Mittlerweile ist Fallmeisterei als Haus Nr. 6 der Wittenbacher Straße aufgegangen.

## Einwohnerentwicklung
| Jahr        | 001900 | 001925 | 001950 | 001961 | 001970 | 001987 |
| Einwohner   | 9      | 4      | 3      | 3      | 7      | *      |
| Wohngebäude | 2      | 1      | 1      | 1      |        | *      |
| Quelle      | [ 7 ]  | [ 8 ]  | [ 9 ]  | [ 10 ] | [ 11 ] | [ 12 ] |

## Religion
Der Ort ist evangelisch-lutherisch geprägt und bis heute nach St. Oswald und Ägidius (Mönchsroth) gepfarrt. Die Katholiken sind nach St. Margareta (Wilburgstetten) gepfarrt.